# Käthe Petersen
Käthe Petersen (* 13. Mai 1903 in Elmshorn; † 10. Januar 1981 in Hamburg) war eine deutsche nationalsozialistische Juristin und Sozialpolitikerin.

## Biografie
Petersen, Tochter eines Ingenieurs, beendete ihre Schulzeit an einer Klosterschule mit dem Abitur. Von 1923 bis 1926 absolvierte Petersen ein Studium der Rechts- und Staatswissenschaften, Psychologie und Volkswirtschaft an den Universitäten Gießen, Freiburg im Breisgau sowie Hamburg. Sie promovierte 1930 an der Universität Hamburg mit der Dissertation Die rechtliche Stellung der städtischen Jugendämter, dargestellt unter besonderer Berücksichtigung der Mitarbeit der freien Vereinigungen für Jugendhilfe und Jugendbewegung zum Dr. jur. Nach dem zweiten Staatsexamen war Petersen als Rechtsanwältin in einer Anwaltskanzlei tätig.

## Karriere in der Hamburger Sozialverwaltung
Petersen schlug anschließend die höhere Verwaltungslaufbahn ein und war ab 1932 in Hamburg als Assessorin in der Rechtsabteilung der Sozialbehörde beschäftigt.  Sie machte danach in der Hamburger Sozialverwaltung Karriere.
Nach der Machtübergabe an die Nationalsozialisten blieb Petersen trotz ihrer bis 1933 währenden Mitgliedschaft in der Deutschen Staatspartei (ehemals DDP) im Amt, da sich ihr Vorgesetzter Oskar Martini erfolgreich für ihren Verbleib in der Hamburger Sozialverwaltung beim Innensenator einsetzte. Petersen wurde schließlich Mitglied der NSV, der NS-Frauenschaft sowie des NS-Rechtswahrerbundes und trat zum 1. Mai 1937 der NSDAP bei (Mitgliedsnummer 3.986.873).
Petersen war ab 1934 in der Hamburger Sozialbehörde als Sammelpflegerin „geistig gebrechlicher“ bzw. „gemeinschaftswidriger“ Frauen tätig. Die Sammelpflegschaft war ein hamburgspezifisches Instrument. Bis zum Ende des NS-Regimes im Mai 1945 oblagen Petersen 1450 Sammelpflegschaften bzw. Vormundschaften. Nach einem abgeschlossenen Entmündigungsverfahren, das durch ein fehlendes Widerspruchsrecht beschleunigt ablief, wurde Petersen als Sammelpflegerin bzw. Vormund für die entmündigten Frauen und Mädchen eingesetzt. In dieser Funktion brachte Petersen als Leiterin des Hamburger Pflegeamts und Sammelpflegerin „geistig gebrechliche“ bzw. „gemeinschaftswidrige“ Frauen und Mädchen in geschlossenen Anstalten unter oder betrieb in mehr als 600 Fällen deren Zwangssterilisierung nach dem Gesetz zur Verhütung erbkranken Nachwuchses. Opfer dieser Maßnahmen waren sogenannte asoziale Frauen, Prostituierte, Frauen mit nicht-ehelichen Kindern oder Kranke. Frauen, die gegen eine geplante Zwangssterilisierung angingen, wurden in geschlossene Anstalten eingewiesen. Die Anstaltsunterbringung begründete Petersen folgendermaßen:

„Durch strenge Zucht und Disziplin, verbunden mit einer gerechten und erzieherischen Behandlung, wird versucht, die Mündel an Sauberkeit, Pünktlichkeit, Ordnung und an eine ordentliche Lebensführung zu gewöhnen.“

Petersen galt als Befürworterin eines nie erlassenen Bewahrungsgesetzes, das die rechtliche Grundlage für eine zwangsweise Unterbringung von so genannten „Asozialen“ und „Minderwertigen“ regeln sollte. Die in Hamburg betriebene Praxis der Sammelpflegschaft wurde bereits zur NS-Zeit kritisiert, da für die Entmündigung Prostituierter mittels des missbräuchlich genutzten Arguments „Geistesschwäche“ nach Ansicht eines J. Enge eine Gesetzeslücke ausgenützt würde. Petersen reagierte auf diese Bedenken jedoch mit dem Argument, dass die Entmündigung von Prostituierten nach der in Hamburg praktizierten Methode aufgrund der Rechtsprechung seitens der zuständigen Gerichte rechtmäßig sei.
Ab 1937 war Petersen stellvertretende Leiterin der Fürsorgeabteilung in der Hamburger Sozialverwaltung, wurde dort 1939 zur Senatsrätin befördert und übernahm ab diesem Jahr die Leitung der Gesundheits- und Gefährdetenfürsorge. In dieser Funktion oblag ihr auch der Bereich Wohnungslose und Wanderer, u. a. war sie auch für Sinti und Roma zuständig. Petersen war geläufig, dass Frauen unter ihrer Vormundschaft auch in Konzentrationslager bzw. im Rahmen der Aktion T4 in NS-Tötungsanstalten verlegt wurden. Während des Zweiten Weltkrieges ließ sie auch die Ehefrauen von Soldaten der Wehrmacht auf „Untreue“ kontrollieren. Ab 1943 leitete Petersen die Hamburger Fürsorgeabteilung.

## Nach Kriegsende
Nach dem Ende des Zweiten Weltkrieges wurde Petersen im Rahmen der Entnazifizierung in die Kategorie fünf eingestuft und galt somit als Entlastete. Ab 1948 leitete sie trotz ihrer Verstrickung in die Machenschaften der NS-Fürsorgepolitik wieder das Hamburger Landesfürsorgeamt. Petersen wurde 1949 zur Oberregierungsrätin befördert und fungierte ab 1951 wieder als Sammelvormund. Als Sammelvormund betrieb Petersen die Einweisung entmündigter „sexuell gefährdeter“ Frauen in geschlossene Anstalten und befürwortete auch ggf. deren Verbringung in ein Arbeitshaus.

„Haltlose und Arbeitsscheue fallen in der Regel nicht nur dadurch auf, dass sie der Arbeit ausweichen, sie lassen sich auch in ihrer sonstigen Lebensführung gehen. Haltlose Frauen neigen dazu, unsolide zu leben. Sie gehen aber nicht bewusst diesen Weg, sondern sie verfallen dem unsoliden Lebenswandel, weil ihnen die Willenskraft fehlt, ein geordnetes Leben zu führen. Davon abweichend gehen arbeitsscheue Frauen der Arbeit bewusst aus dem Wege und zum Teil bewusst in die gelegentliche oder gewerbsmäßige Prostitution. Die Grenzen zwischen Haltlosen und Arbeitsscheuen sind oft fließend.“

Petersen wurde 1954 zur Regierungsdirektorin befördert und 1956 zur Leitenden Regierungsdirektorin.  Als Vertreterin der Länder wirkte Petersen von 1956 bis 1958 im Ausschuß für Fragen der Fürsorge des Bundesarbeitsministers mit. Sie engagierte sich an der Entstehung und Fortentwicklung des Sozialhilferechts. Der Abschnitt „Gefährdetenfürsorge“ im Bundessozialhilfegesetz (BSHG) wurde von Petersen konzeptioniert. Am 30. September 1966 wurde sie pensioniert.
Beim Deutschen Verein für öffentliche und private Fürsorge gehörte Petersen von 1957 bis 1981 dem Hauptausschuss sowie von 1959 bis 1981 dem Vorstand an. Petersen war beim Deutschen Verein ab 1965 stellvertretende Vorsitzende und übernahm dort von 1970 bis 1978 den Vorsitz. In Personalunion saß sie beim Deutschen Verein auch dem Fachausschuss für Fürsorgewesen und Behindertenhilfe vor.
Petersen, die sich in zahlreichen sozialen Vereinen und Verbänden engagierte und dafür mehrfach ausgezeichnet wurde, starb 1981 in Hamburg. Eine Einrichtung für psychisch kranke Erwachsene in Hamburg-Hummelsbüttel wurde nach Petersen benannt, bis es 1990 zur Umbenennung kam.

## Ehrungen
- Großes Verdienstkreuz des Verdienstordens der Bundesrepublik (1973)[13]
- Wichern-Plakette des Diakonisches Werkes (1966)[2]
- Ehrenplakette der Stadt Frankfurt am Main (1978)[14]
- Lorenz-Werthmann-Medaille der Caritas[3]
- Goldene Ehrenplakette des Paritätischen Wohlfahrtverbandes[3]
- Hans-Muthesius-Plakette des Deutschen Vereins[3]